# Moschwitz
Moschwitz ist ein Stadtteil der Stadt Greiz im Landkreis Greiz in Thüringen.

## Lage

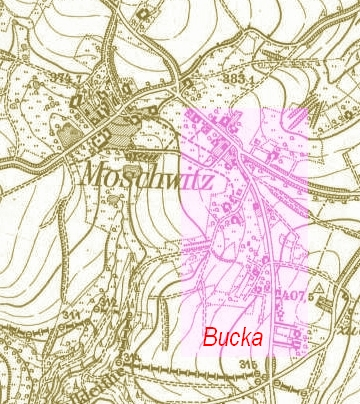
Moschwitz und Bucka

Moschwitz ist mit 345 Einwohnern ein Ortsteil südwestlich der Stadt Greiz auf einer Hochebene nach der Elsterniederung um Greiz. Der Ortsteil ist verkehrsmäßig von der Kreisstraße 204 und einigen anderen Nebenstraßen erfasst. Die Gemarkung des ländlichen Raums ist kupiert und von Waldflächen auf Anhöhen und Hängen unterbrochen. Seen und Teiche lockern die Umgebung auf. Im Mittel liegt die Gemarkung 376 Meter über NN.

## Gliederung
Der heute als Moschwitz bezeichnete Kernort besteht aus drei ehemaligen Siedlungen, die mittlerweile verbunden sind: dem historischen Ort mit dem ehemaligen Rittergut im westlichen Teil, dem ehemaligen Weiler Bucka im östlichen Teil und dem früheren Kleinmoschwitz am Häuslerweg. Zum Ortsteil gehören zudem die etwas abseits liegenden Siedlungen Mühlenhäuser und Lindenhäuser. Die Siedlung Neu-Moschwitz liegt ebenfalls abseits am Spitzackerweg und ist mit dem benachbarten Greizer Stadtteil Untergrochlitz zusammengewachsen. Südlich schließt sich  eine als Krellenhäuser bezeichnete Gruppe von Häusern an.

## Geschichte
Am 25. August 1444 wurde das Dorf erstmals in einem Lehnbrief Heinrich der Älteren als „Zugehörung zum Rittergut Dölau“ genannt. Irrtümlicherweise wird immer wieder der 29. Mai 1279 in Aufzeichnungen als Datum der Ersterwähnung ins Spiel gebracht. Dies hat Friedrich Beck in seinem Artikel im Heimatkalender 2012 der Stadt Greiz klar widerlegt und festgestellt, dass dieses Datum für den Ort Oschwitz in der Nähe von Arzberg zutrifft.
Zur Zeit der Ersterwähnung sollen im Dorf neben dem Rittergut sechs Bauern die Flächen des Dorfes bewirtschaftet haben. 1566 gab es 16 Häuser; 1609 waren es 31; 1811 stieg die Zahl auf 58 mit 375 Einwohnern; 1885 wurden 69 Häuser mit 447 Einwohnern gezählt und 1900 berichtete man von 597 Personen im Ort, 1918 waren es 534. Ab dieser Zeit war die Einwohnerzahl wieder rückläufig. Nach wie vor ist der Ortsteil landwirtschaftlich geprägt.
Das ehemalige Rittergut ist seit 1910 im Besitz der Familie Kahnes. Es ist nicht mehr dauerhaft bewohnt und beherbergt heute ein Bauunternehmen.